# París-Roubaix 1991
La 89.ª edición de la carrera ciclista París-Roubaix tuvo lugar el 14 de abril de 1991 y fue ganada por el francés Marc Madiot en solitario. La prueba contó con 266 kilómetros legando el ganador en un tiempo de 7h 08' 19".

## Clasificación final
| Posición | Ciclista            | Equipo              | Tiempo     |
| -------- | ------------------- | ------------------- | ---------- |
| 1.       | Marc Madiot         | R.M.O.              | 7h 08' 19" |
| 2.       | Jean-Claude Colotti | Tonton Tapis        | + 1' 07"   |
| 3.       | Carlo Bomans        | Weimann-Eddy Merckx | m.t.       |
| 4.       | Steve Bauer         | Motorola            | m.t.       |
| 5.       | Franco Ballerini    | Del Tongo-Rex       | m.t.       |
| 6.       | Wilfried Peeters    | Histor-Sigma        | m.t.       |
| 7.       | Nico Verhoeven      | PDM-Concorde-Ultima | m.t.       |
| 8.       | Marc Sergeant       | Panasonic-Sportlife | m.t.       |
| 9.       | Olaf Ludwig         | Panasonic-Sportlife | + 1' 41"   |
| 10.      | Hendrik Redant      | Lotto-Super Club    | m.t.       |